# Stien Kaiser
Stien Kaiser, també coneguda amb el nom de Stien Baas-Kaiser, (Delft, Països Baixos, 20 de maig de 1938) és una patinadora de velocitat sobre gel neerlandesa, ja retirada, que va destacar a les dècades del 1960 i 1970.
Després de no ser seleccionada per competir en els Jocs Olímpics d'Hivern de 1964 realitzats a Innsbruck (Austria), en el Campionat del Món de patinatge de velocitat aconseguí el 1965 i 1966 finalitzar en tercera posició en la prova de combinada. En aquesta competició aconseguí les victòries en la combinada els anys 1967 i 1968, esdevenint la favorita per aconseguir la victòria en els Jocs Olímpics d'Hivern de 1968 realitzats a Grenoble (França). En aquesta competició, però, Kaiser finalitzà en tercera posició en les proves de 1.500 i 3.000 metres. Posteriorment en les proves del Campionat del Món no aconseguí vèncer la general, finalitzant en segona posició els anys 1969-1972.
En els Jocs Olímpics d'Hivern de 1972 realitzats a Sapporo (Japó), i a l'edat de 33 anys, aconseguí la victòria en la prova de 3.000 metres (establint un nou rècord olímpic), així com la medalla de plata en la prova de 1.500 metres.
Al llarg de la seva carrera fou sis vegades campiona del seu país en la prova de combinada i en el Campionat d'Europa de patinatge de velocitat aconseguí la medalla de plata en l'edició de 1970.
Rècords del món
| Distància | Temps   | Data                | Seu    |
| --------- | ------- | ------------------- | ------ |
| 3.000 m   | 5:04.8  | 29 de gener de 1967 | Davos  |
| 3.000 m   | 4:56.8  | 5 de març de 1967   | Inzell |
| Samalog   | 188.634 | 5 de març de 1967   | Inzell |
| 3.000 m   | 4:54.6  | 3 de febrer de 1968 | Davos  |
| 1.000 m   | 1:31.0  | 3 de març de 1968   | Inzell |
| 1.500 m   | 2:15.8  | 15 de gener de 1971 | Davos  |
| 3.000 m   | 4:46.5  | 16 de gener de 1971 | Davos  |
| 10.000 m  | 1:29.0  | 16 de gener de 1971 | Davos  |
| Samalog   | 182.817 | 16 de gener de 1971 | Davos  |

Millors marques personals
| Distància | Temps   | Data                | Seu        |
| --------- | ------- | ------------------- | ---------- |
| 500 m     | 44.81   | 4 de març de 1972   | Heerenveen |
| 1.000 m   | 1:29.0  | 16 de gener de 1971 | Davos      |
| 1.500 m   | 2:15.8  | 15 de gener de 1971 | Davos      |
| 3.000 m   | 4:46.5  | 16 de gener de 1971 | Davos      |
| Samalog   | 182.817 | 16 de gener de 1971 | Davos      |